# Contact Harvest
Contact Harvest (titre original : Contact Harvest) est un roman de science-fiction écrit par Joseph Staten et situé dans l'univers de Halo.

## Contexte
D'après l'auteur Joseph Staten, l'éditeur Tor Books a demandé au promoteur de Halo, Bungie, s'ils avaient quelqu'un en vue pour écrire le roman suivant. Staten, qui a écrit la plupart des séries canon de Halo, a été le choix évident. L'auteur a trouvé que le livre était un moyen parfait pour s'étendre sur l'histoire de Halo sans la dépouiller pour un jeu vidéo : "J'ai toujours senti que nous n'avons pas prêté une attention suffisante  [au joueur]. Nous n'avons pas beaucoup de temps pour raconter l'histoire quand les balles sifflent". Staten considérait le roman comme un moyen idéal pour faire du Sergent Johnson (qui a été monodimensionnel dans les jeux) un personnage bien équilibré. En répondant à la question de G4TV sur l'action d'écriture, Staten a répondu qu'il croyait que l'écriture comprenait "le ralentissement des choses" en comparaison avec le jeu de Halo. L'auteur a dit aussi que le travail de ses auteurs préférés de science-fiction l'ont aidé à réaliser l'importance du perfectionnement de "la voix forte et cohérente". Initialement, le roman devait sortir avant le 25 septembre (la sortie de Halo 3). Staten a précisé que compte tenu de son engagement dans les deux projets, le roman a pris du retard. Il a aussi souligné qu'il espérait que Contact Harvest était un bon roman, non seulement un bon Halo roman: "quelqu'un qui n'est pas un fan de Halo, quelqu'un qui n'a lu aucun des romans précédents pourra récupérer Contact Harvest et jouir de la bonne lecture". L'attention portée vers la rigueur a été un défi pour Staten, puisqu'il considère que son public est très intelligent, actif et capable de signaler les erreurs. Ses collègues, employés de Bungie ont fait des références croisées de ses brouillons avec Halo Story Bible pour assurer un accord canonique. Un exemple des fans incitant Staten au travail sur le roman a eu lieu bientôt après la date où la couverture du roman avait été rendue publique (juillet 2007). La couverture montre le protagoniste, Avery Johnson, qui tient un fusil (l'arme d'assaut). Compte tenu que l'arme a été introduite premièrement dans le jeu vidéo Halo 2 tandis que les évènements de Contact Harvest ont lieu décennies avant ce jeu, les fans ont constaté vite que Staten avait fait une erreur. Plus tard, Staten a fait remarquer qu'il avait de bonnes raisons pour ajouter l'arme dans le livre. Il a justifié sa décision en postulant que l'arme était une forme prototypique de la version dont les joueurs se servaient dans le jeu.

## Accueil critique
Juste après la sortie, Contact Harvest s’est classée 3e du coup sur la liste des bestsellers selon New York Times. Le roman a aussi figuré à la fois sur les listes des best-sellers de USA Today et Publishers Weekly,. Les experts ont noté que bien qu'il fût un écrivain non prouvé, Staten a réussi à créer un roman excellent,. Les réclamations comprenaient l'impression de la prose excessivement descriptive et l'emploi omniprésent du jargon militaire. Will Tuttel de Gamespy.com a dit que le succès du roman était logique puisque les jeux vidéo doivent leur réussite de plus en plus souvent à la trame. Plus tard, un livre audionumérique sur 10 CD est sorti avec les voix de Holter Graham et Jen Taylor; Publisher's Weekly a apprecié la performance de Graham, mais a senti que l'accent trop prononcé de Taylor et les dialogues gnangnan ont nui à l'ambiance tendue du roman. La réussite de Contact Harvest s'est révélée comme une surprise pour beaucoup de gens. Le 8 janvier 2008 le segment "All Things Considered" de National Public Radio a diffusé un programme où Chana Joffe a demandé Staten si les joueurs de jeux vidéo lisaient et ne cachait pas sa surprise à l'égard du fait que Halo disposait d'une trame. Plusieurs journalistes  qui s'exprimaient sur l'histoire croyaient que "All Things Considered" a été sollicité contre les joueurs et en plus outrageant,,. En particulier, Scott Siegel de Joystiq a critiqué l'interviewer Chana Joffe, en précisant qu' "elle lance des piques injustes contre les amateurs des jeux vidéo".